# Sumowono (plaats)
Sumowono is een bestuurslaag in het regentschap Semarang van de provincie Midden-Java, Indonesië. Sumowono telt 2748 inwoners (volkstelling 2010).